# Biserica unitariană din Chidea

Biserica unitariană din Chidea, comuna Vultureni, județul Cluj, datează din anul 1902. Biserica se află pe noua listă a monumentelor istorice sub codul LMI:  CJ-II-m-B-07561. 

## Localitatea
Chidea (în maghiară Kide) este un sat în comuna Vultureni din județul Cluj, Transilvania, România. Prima mențiune documentară este din anul 1332, cu denumirea Kyde.

## Istoric
Biserica a fost construită între anii 1902-1904. 

## Imagini

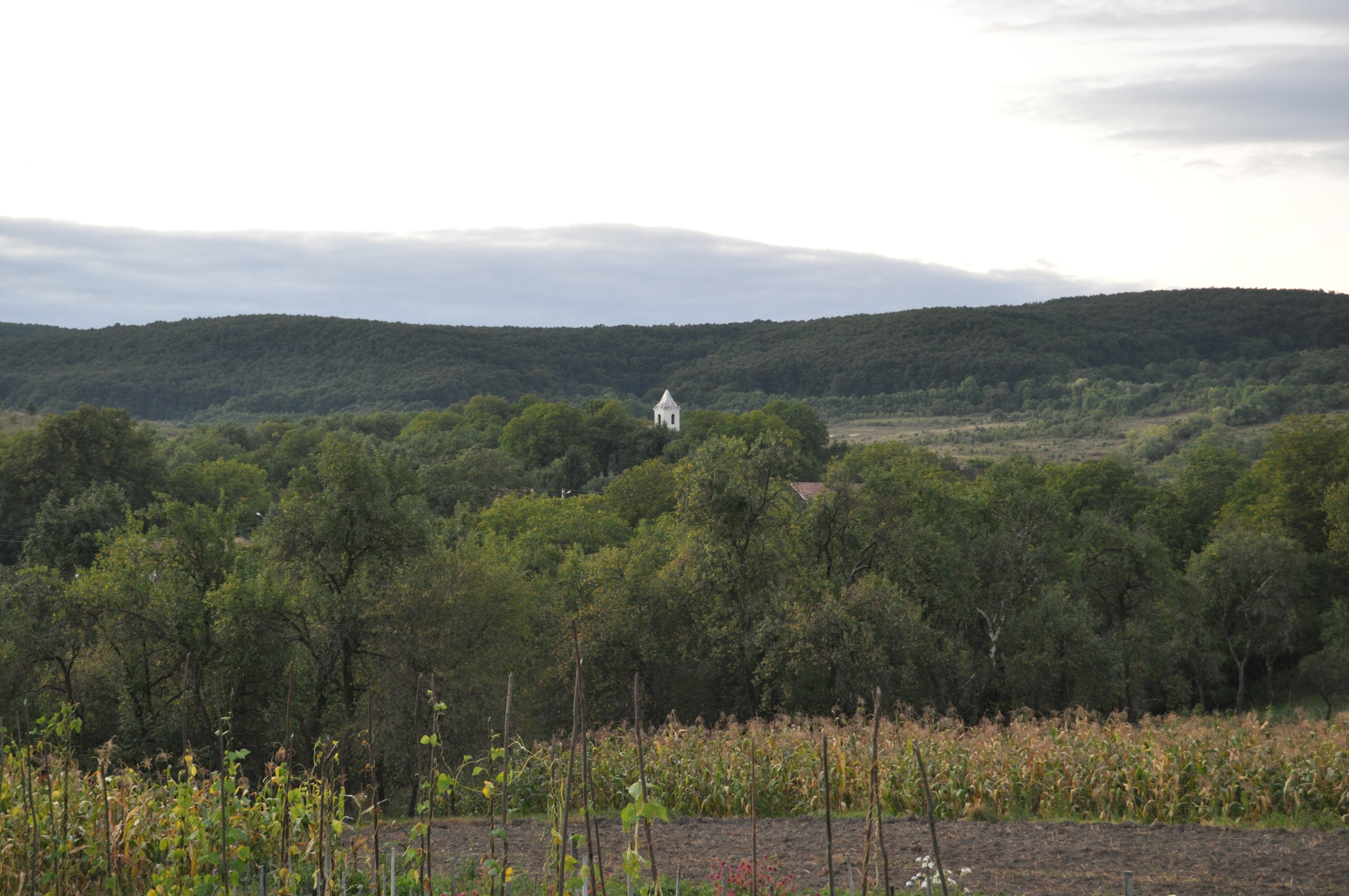
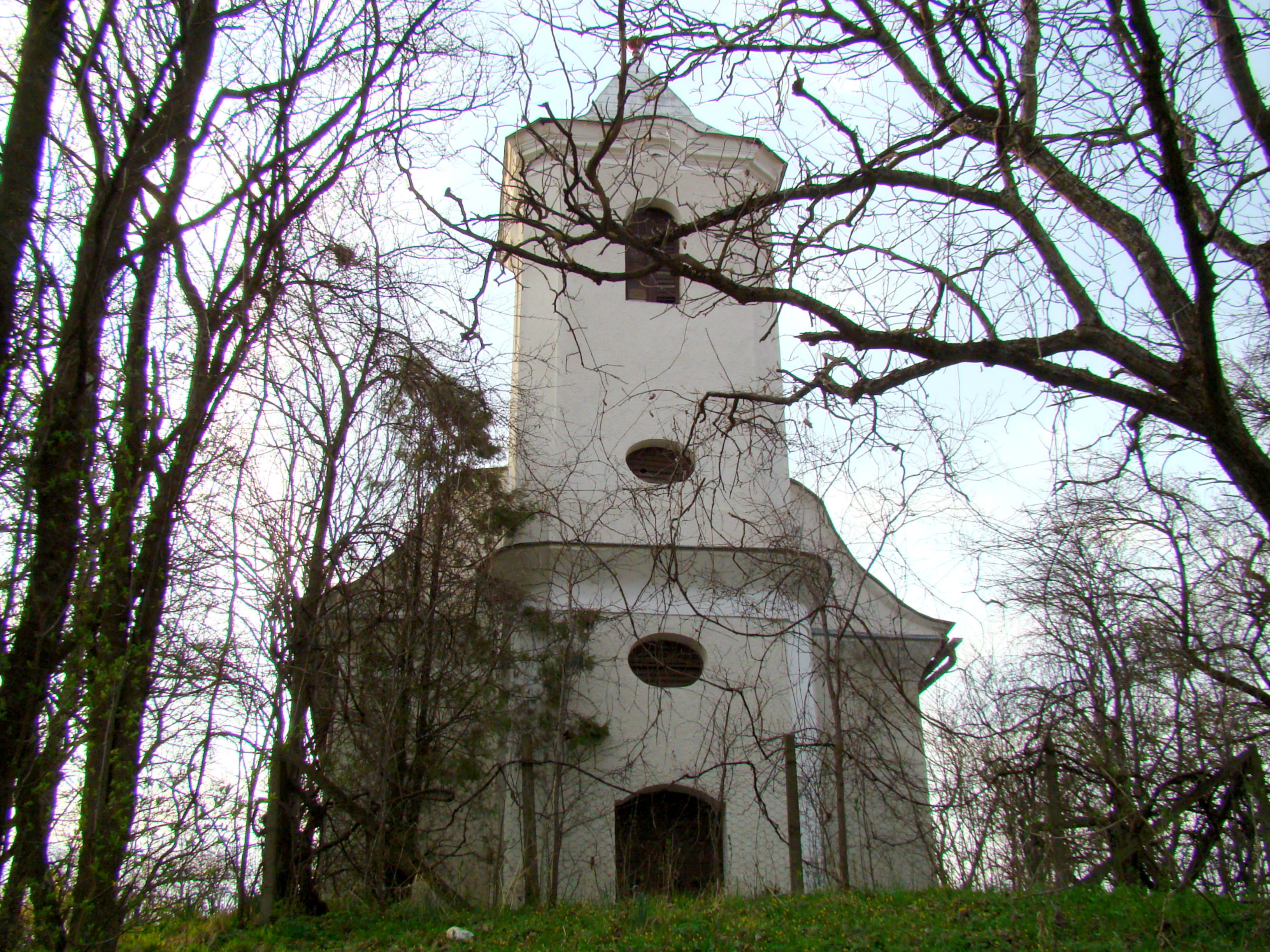
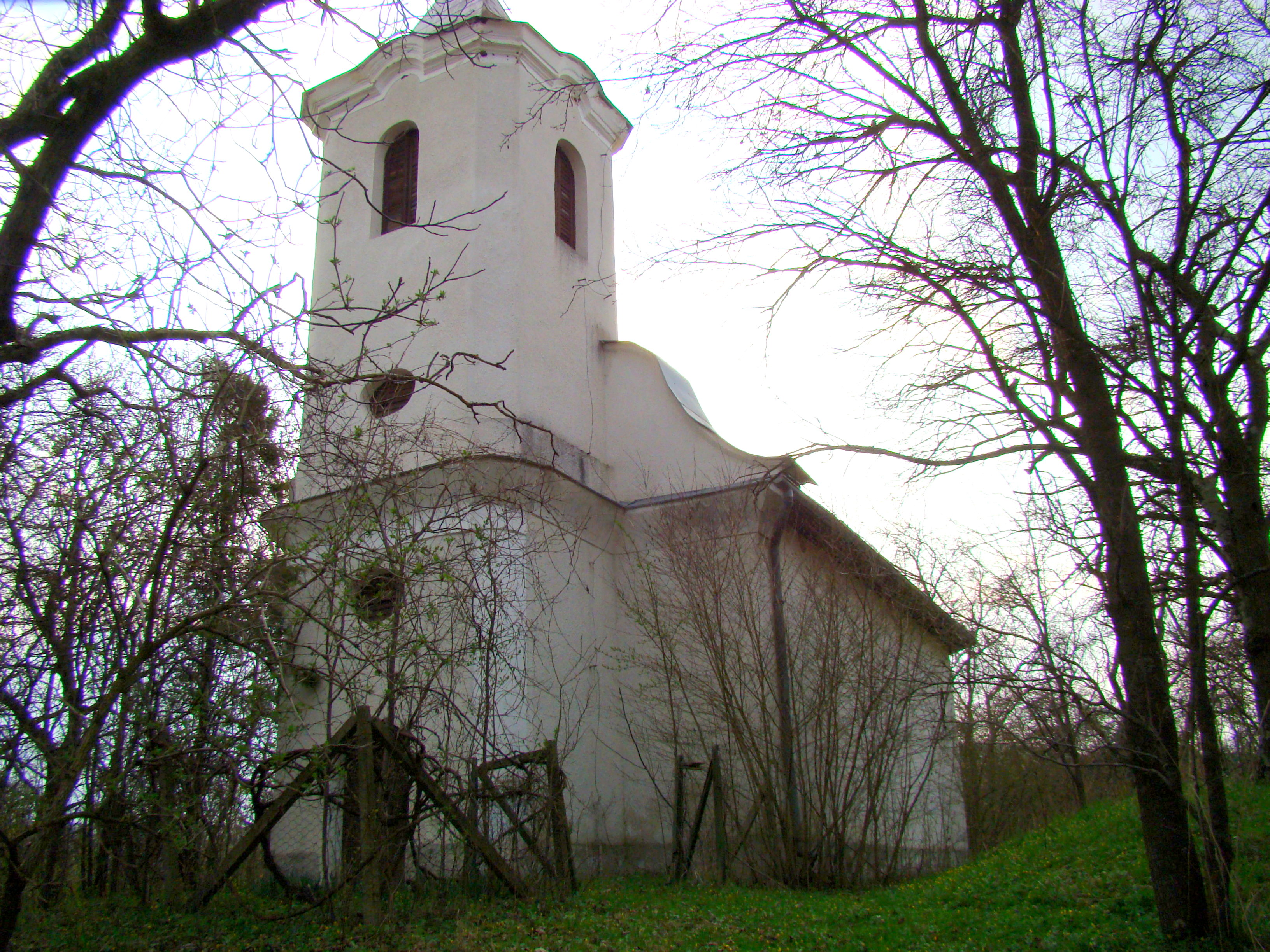
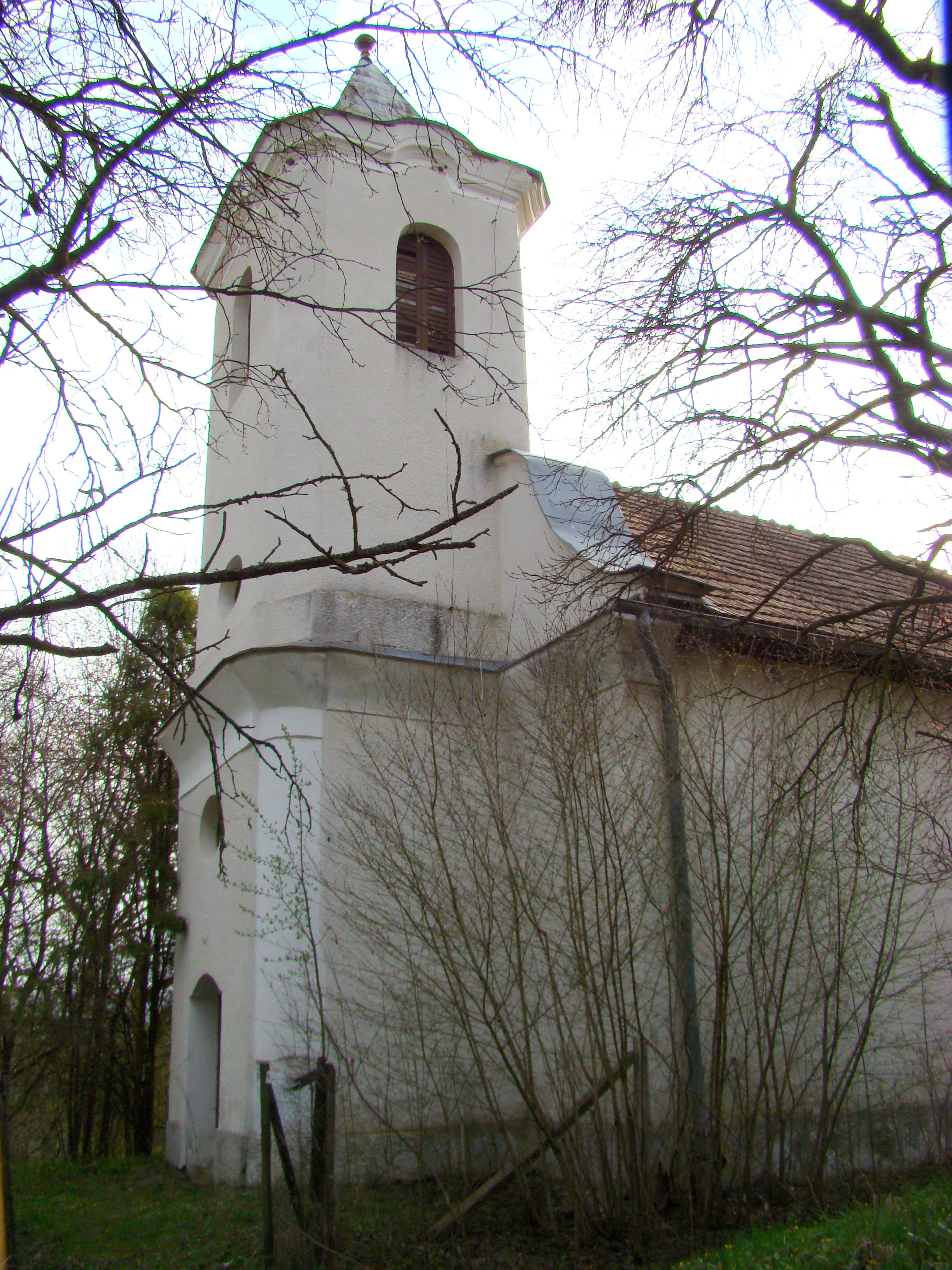
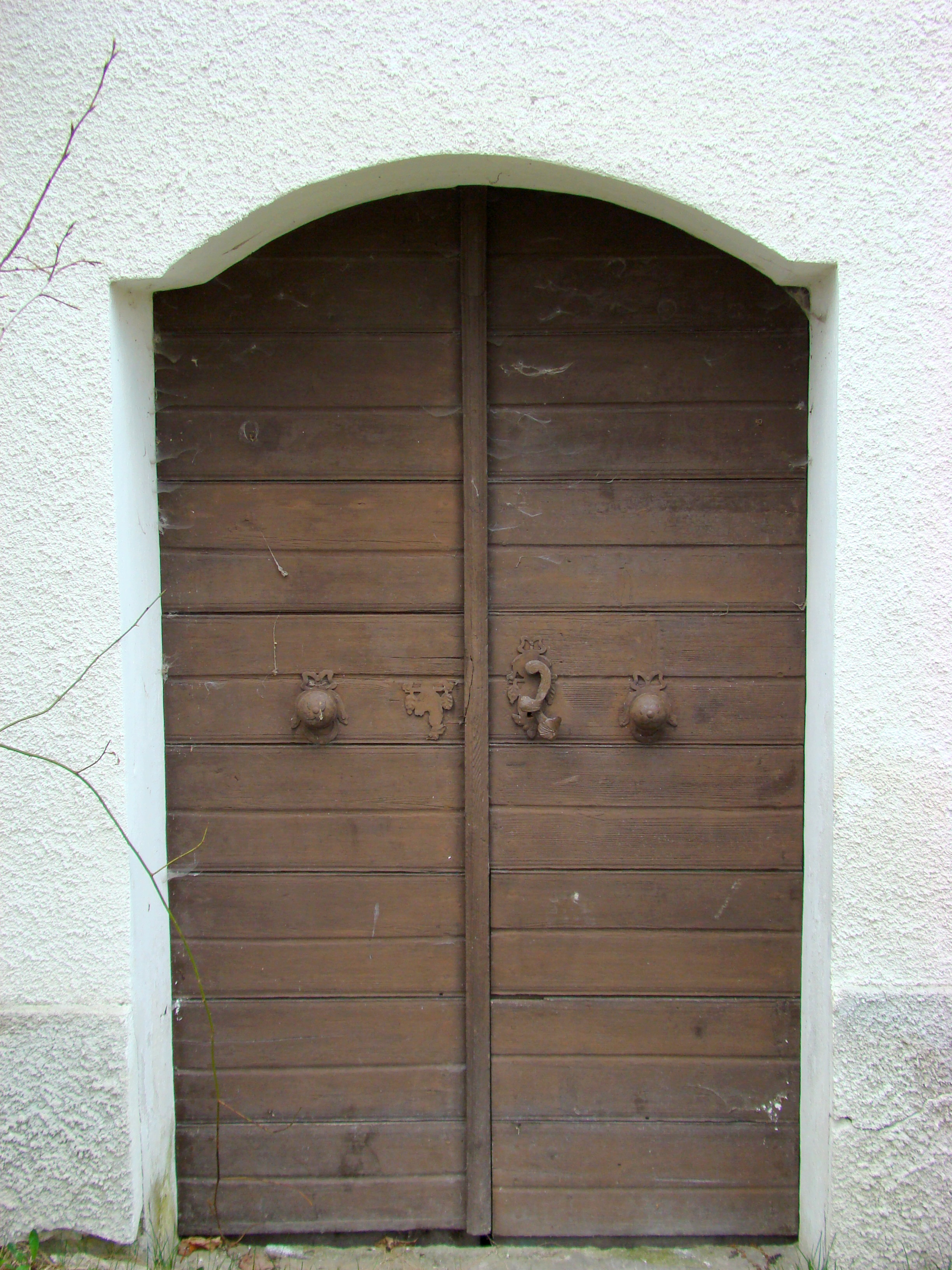
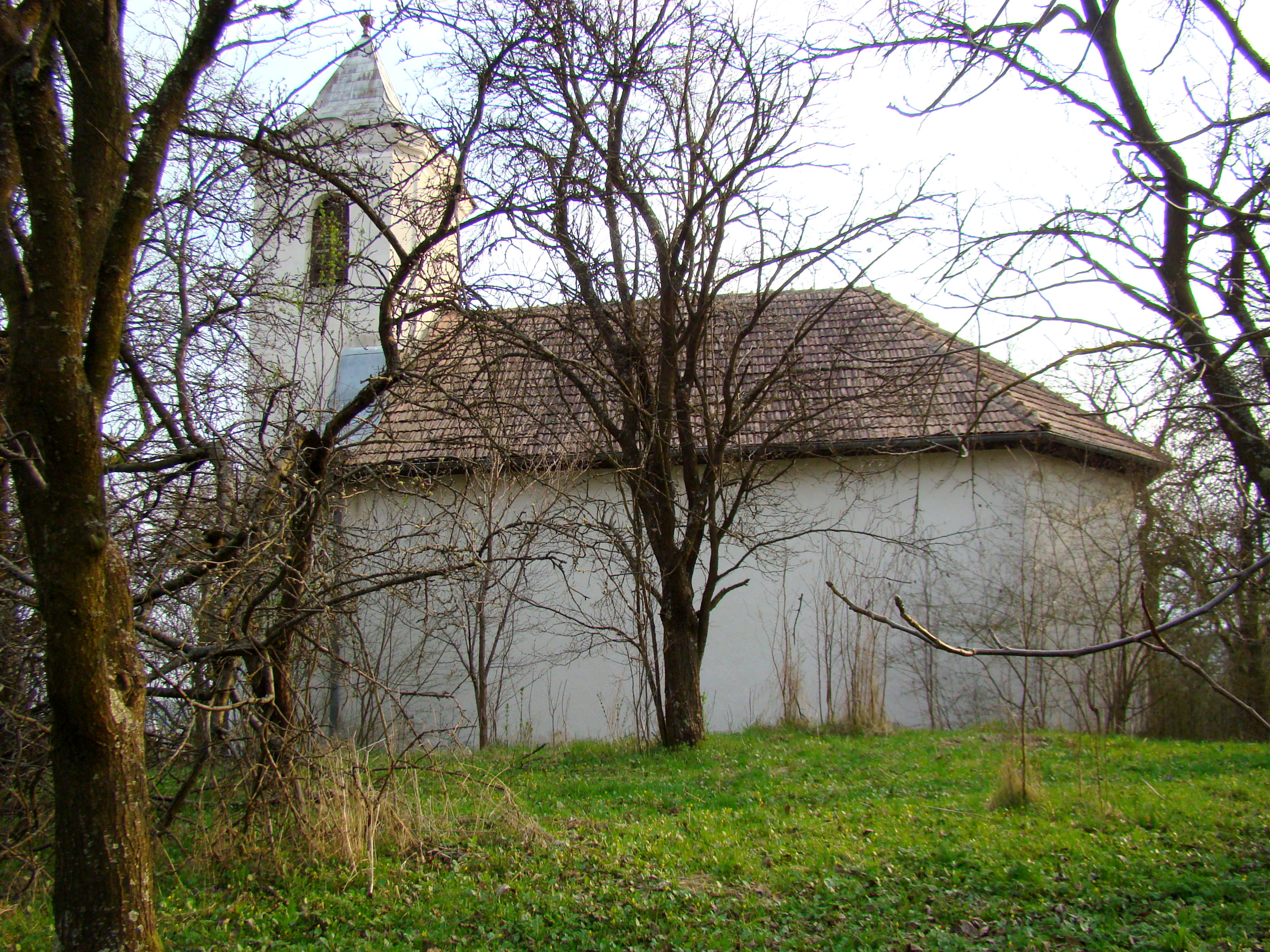
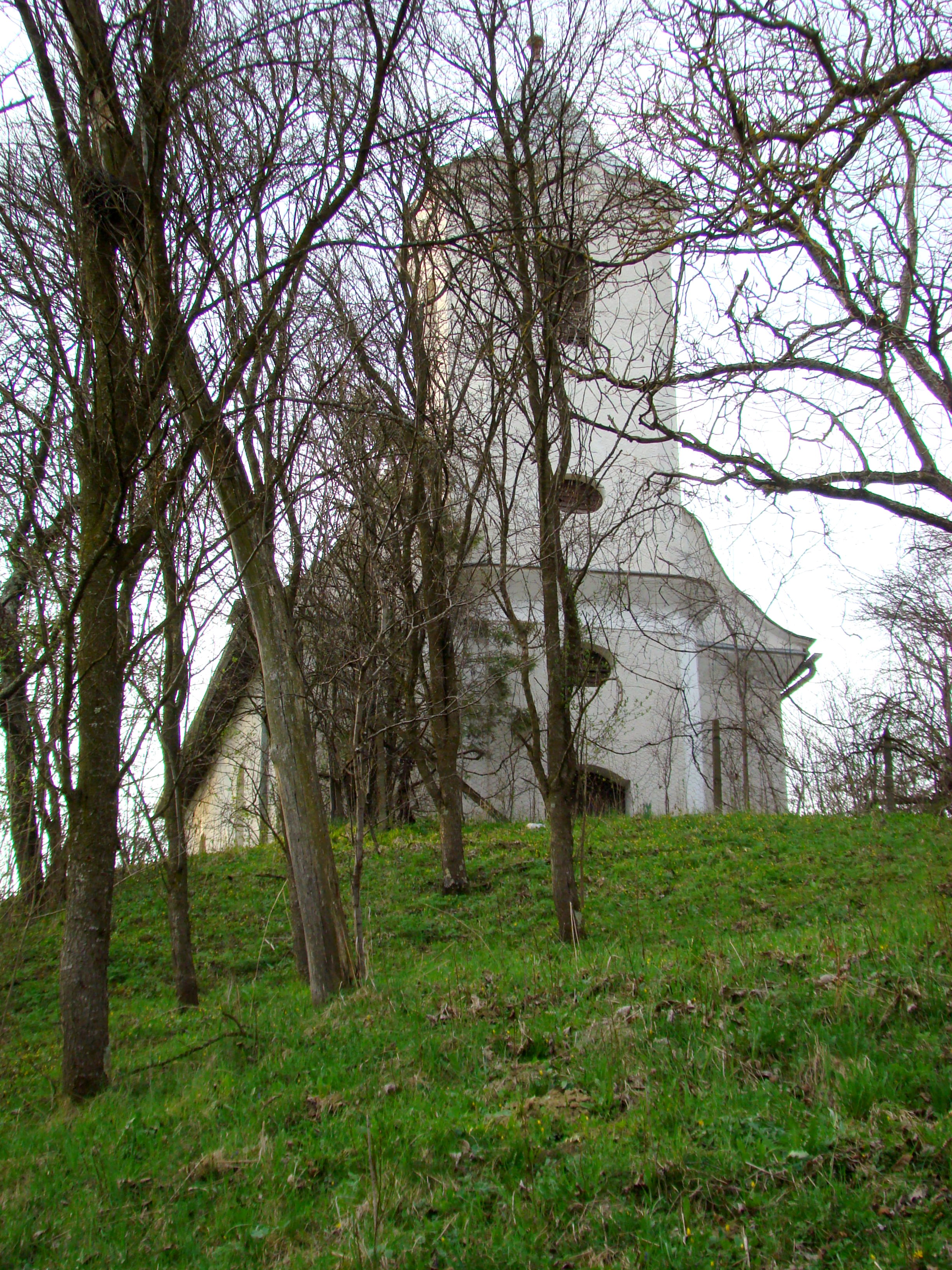
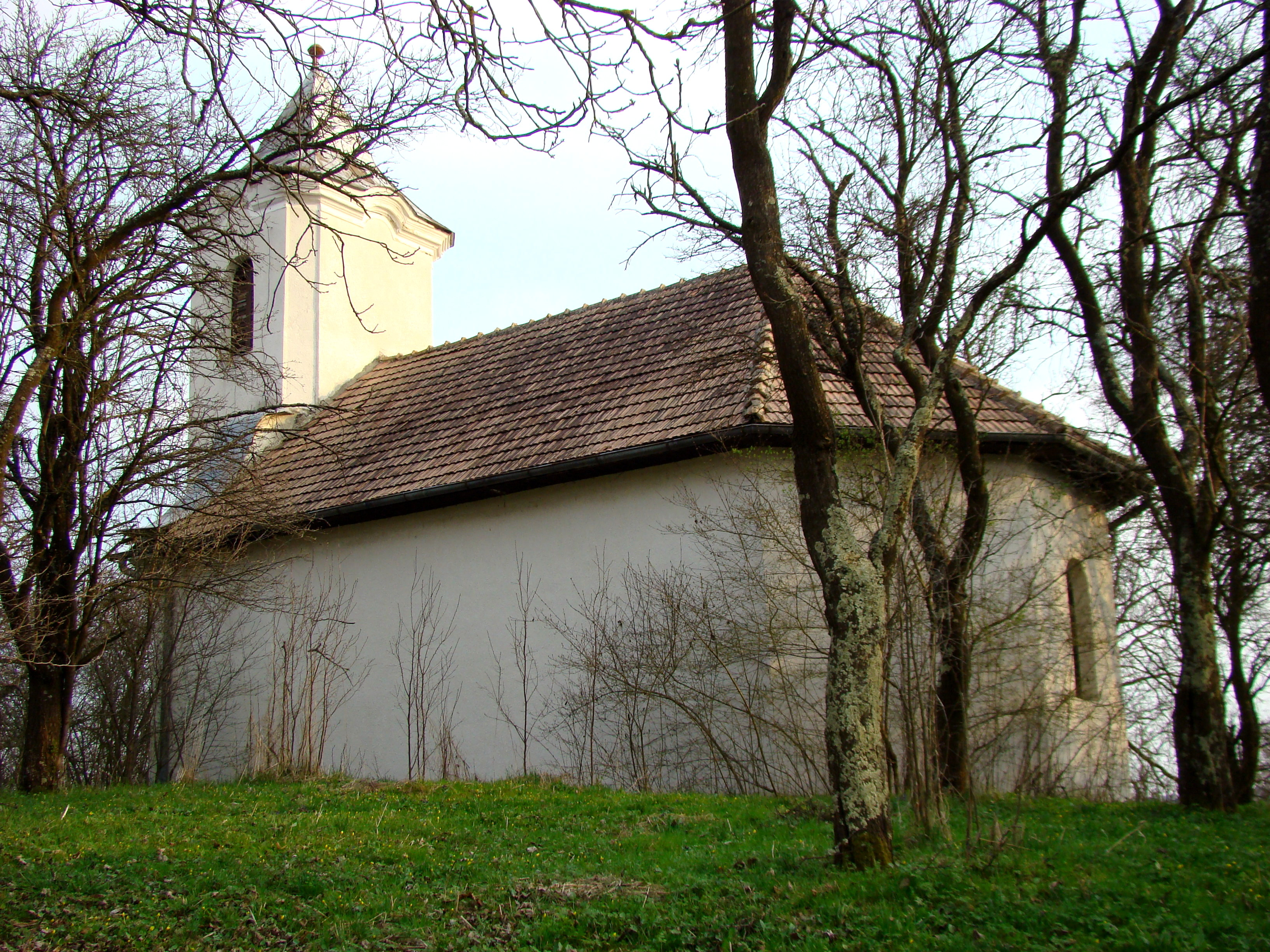
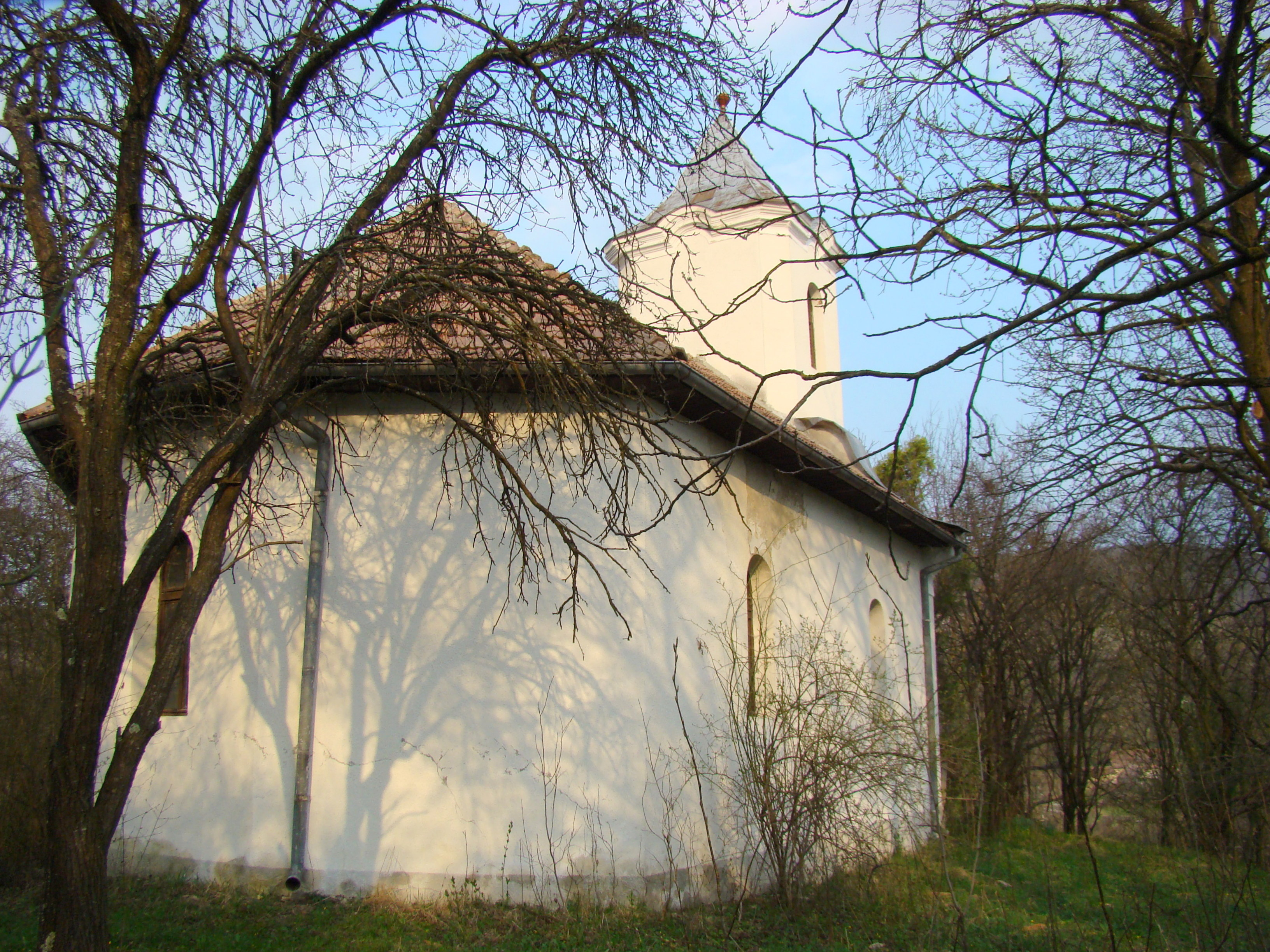
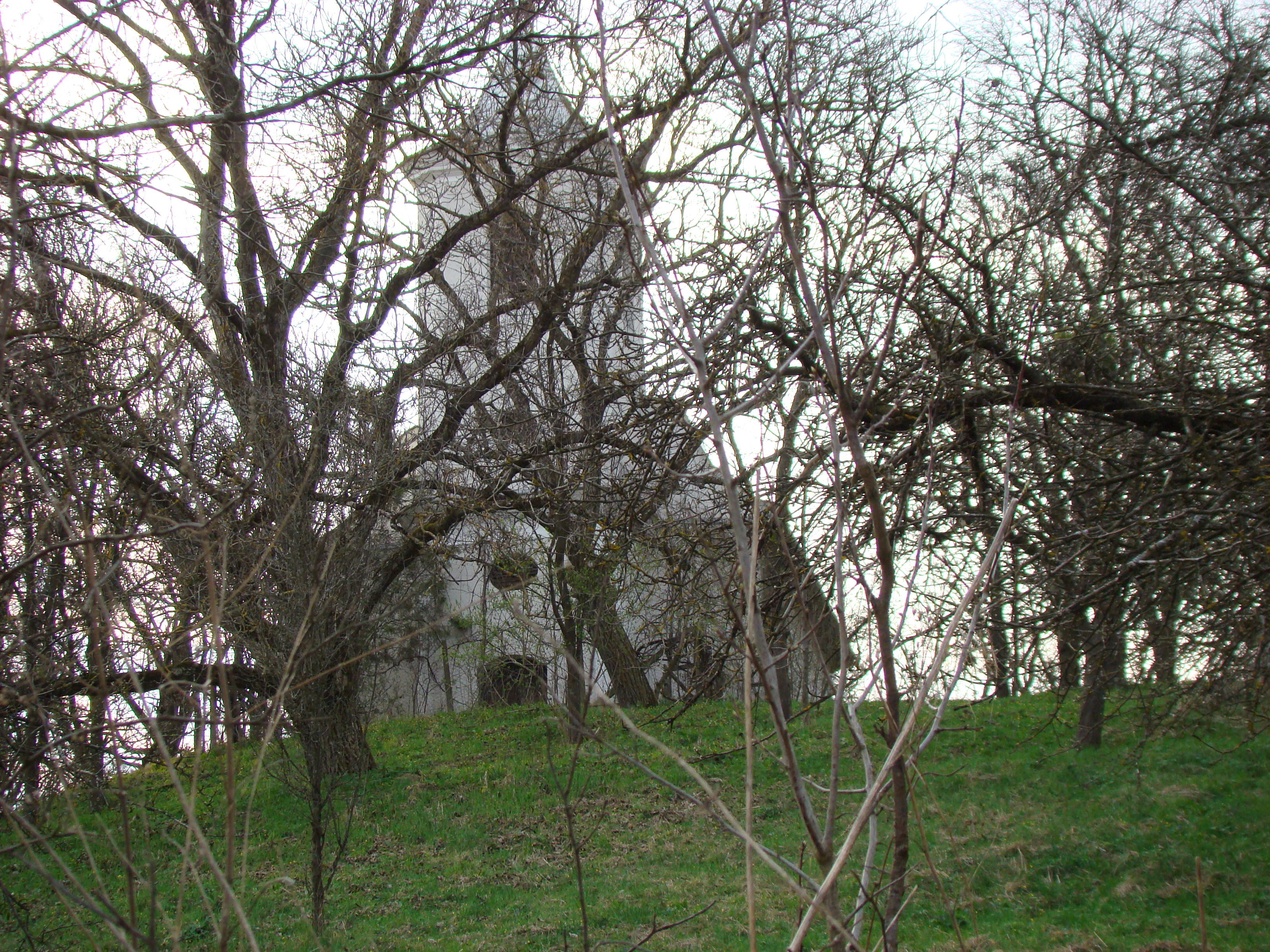